# Awakening (Narnia)
Awakening è il primo album della band heavy metal Narnia, pubblicato nel 1998.

## Il disco
È l'album di debutto dei Narnia, band svedese che ormai da qualche anno aveva avuto una posizione di rilievo nell'ambito del white melodico. La copertina del cd si ispira chiaramente al racconto Il leone, la strega e l'armadio, parte dell'opera fantasy di C. S. Lewis, Le cronache di Narnia, ricca di allegorie cristiane.
Lo stile della band è un heavy melodico caratterizzato da molti richiami neoclassici con gli innumerevoli assoli del chitarrista Carljohan Grimmark, di chiara ispirazione malmsteeniana. La prima traccia, Break the chains, viene introdotta dalla melodia di un noto brano classico, per poi assumere un sound heavy molto veloce e ritmato. La seconda canzone, No more shadows from the past, è in stile anni '80 e rimanda al sound dei Leviticus e dei Whitecross.  Il testo manifesta la loro profonda fede in Cristo: "He died for me in the cross / Took my sins and threw them away / He lit the fire in my soul / At last I've reached my goal". La terza traccia, The return of Aslan, è un brano strumentale con molti assolo, alcuni velocissimi ed altri malinconici, evocativi. Heavently love. Il quarto pezzo è una power ballad introdotta da un riff di chitarra classica e accompagnata nei primi minuti da un arpeggio; il testo è una preghiera.
In questo disco lo stile della band è un heavy melodico, ma che assume anche delle sonorità prettamente hard rock.

## Tracce
1. Break the Chains
2. No More Shadows from the Past
3. The Return of Aslan
4. Heavenly Love
5. Time of Changes
6. The Awakening
7. Touch From You
8. Sign of the Time

## Formazione
- Christian Liljegren - voce
- Carl Johan Grimmark - chitarra, basso, tastiere